# Bob Jesse
Daniël Cornelis (Bob) Jesse (Amsterdam, 13 november 1914 - Voorhout, 20 februari 1982), in het verzet Vos genoemd, was een Nederlands verzetsstrijder in de Tweede Wereldoorlog.
In de eerste oorlogsjaren was Bob Jesse betrokken bij de verzetsactiviteiten rond de Arbeiders Jeugd Centrale (A.J.C.) en het links-radicale blad 'De Vonk'. Hij was een papierenvervalser en verschafte onder meer het Zuid-Limburgse verzet persoonsbewijzen, distributiestamkaarten en bonkaarten. Hij was tijdens de oorlog een medewerker van de Tweede Distributiestamkaart-groep (T.D.-groep).

## Verraad
Door het vele werk wat hij verrichtte raakte hij fysiek en mentaal verzwakt. Bij een persoonscontrole bij Utrecht op 16 juni 1944 werd hij gearresteerd, omdat de kleur van de inkt van de vingerafdruk op zijn persoonsbewijs niet overeenkwam met de gebruikelijke. Er kwam een notitieboekje boven tafel met de tekst "Vergadering Limburg, Theo Roermond". Onder zware dwang zwichtte Jesse en gaf hij waardevolle informatie prijs. Tijdens een vergadering van de Landelijke Organisatie voor Hulp aan Onderduikers in Weert werd een aantal kopstukken opgepakt. Jac Naus, Jan Willem Berix, Jan Hendrikx, Guus Hermans, W.H.M. Jansen en Jacques Knops werden samen met Jesse opgepakt en naar kamp Vught gebracht.
Op 27 juni werd Jesse vrijgelaten om als lokaas te dienen bij de opsporing van zijn vroegere opdrachtgever T. van Vliet. Op 1 september werd een poging door P. Loyens en W. Bergmans ondernomen om Jesse in zijn eigen huis te liquideren. Deze poging mislukte, Jesse werd lichtgewond opgenomen in het ziekenhuis. Zijn vrouw, Dientje Jesse-Den Ouden, zelf ook actief in het verzet en niet betrokken bij de arrestatie van Bob of het lekken van informatie, werd zwaarder verwond en raakte hierbij voor het leven verlamd aan haar benen.

## Na de oorlog
Direct na de bevrijding begon de zoekactie naar de verrader opnieuw. Jesse werd gelokaliseerd en vervolgd. Het Bijzonder Gerechtshof Roermond hield in de uitspraak rekening met het goede werk dat hij had verricht en concludeerde dat hij geen SD-agent was. Op 11 maart 1946 werd Jesse van rechtsvervolging ontslagen. De Bijzondere Raad van Cassatie handhaafde de uitspraak.